# José Grande
Grande  Sánchez est un nom espagnol. Le premier nom de famille, en général paternel, est Grande ; le second, en général maternel, souvent omis, est Sánchez.
José Grande Sánchez, né le 4 octobre 1944 à Minaya et mort le 22 septembre 2024 à Valence, est un coureur cycliste espagnol, professionnel dans les années 1970.

## Palmarès
- 1971
  - 3e étape du Tour de La Rioja (contre-la-montre par équipes)
  - 2e du Gran Premio Nuestra Señora de Oro
  - 3e du Tour des Asturies
- 1972
  - 3e du Tour des Asturies
- 1973
  - GP Vizcaya
  - 2e du GP Pascuas
- 1974
  - Tour de Ségovie
  - Tour des vallées minières

## Résultats sur les grands tours

### Tour de France
4 participations
- 1971 : abandon (12e étape)
- 1973 : 50e
- 1975 : 58e
- 1976 : abandon (12e étape)

### Tour d'Italie
5 participations 
- 1973 : 53e
- 1974 : 59e
- 1975 : abandon
- 1976 : 67e
- 1977 : 93e

### Tour d'Espagne
3 participations 
- 1970 : 31e
- 1971 : 43e
- 1972 : 43e